# Campeonato Mundial de Atletismo de 2019 - 10000 m feminino
A competição dos 10000 metros feminino no Campeonato Mundial de Atletismo de 2019 foi realizada no Estádio Internacional Khalifa, em Doha, no Catar, no dia 28 de setembro.

## Recordes
Antes da competição, os recordes eram os seguintes: 
| Recorde mundial                               | Almaz Ayana (ETH)        | 29:17.45 | Rio de Janeiro, Brasil    | 12 de agosto de 2016  |
| Recorde do campeonato                         | Berhane Adere (ETH)      | 30:04.18 | Paris, França             | 23 de agosto de 2003  |
| Melhor marca do ano                           | Letesenbet Gidey (ETH)   | 30:37.89 | Hengelo, Países Baixos    | 17 de julho de 2019   |
| Recorde africano                              | Almaz Ayana (ETH)        | 29:17.45 | Rio de Janeiro, Brasil    | 12 de agosto de 2016  |
| Recorde asiático                              | Junxia Wang (CHN)        | 29:31.78 | Pequim, China             | 8 de setembro de 1993 |
| Recorde da América do Norte, Central e Caribe | Molly Huddle (USA)       | 30:13.17 | Rio de Janeiro, Brasil    | 12 de agosto de 2016  |
| Recorde sul-americano                         | Carmem de Oliveira (BRA) | 31:47.76 | Estugarda, Alemanha       | 21 de agosto de 1993  |
| Recorde europeu                               | Paula Radcliffe (GBR)    | 30:01.09 | Munique, Alemanha         | 6 de agosto de 2002   |
| Recorde da Oceania                            | Kim Smith (NZL)          | 30:35.54 | Palo Alto, Estados Unidos | 4 de maio de 2008     |

Os seguintes recordes mundiais ou olímpicos foram estabelecidos durante esta competição:
| Data           | Evento | Atleta             | Tempo    | Notas               |
| -------------- | ------ | ------------------ | -------- | ------------------- |
| 28 de setembro | Final  | Sifan Hassan (NED) | 30:17:62 | Melhor marca do ano |

## Medalhistas
| Ouro               | Prata                  | Bronze                  |
| Sifan Hassan (NED) | Letesenbet Gidey (ETH) | Agnes Jebet Tirop (KEN) |

## Tempo de qualificação
| Tempo de qualificação |
| --------------------- |
| 31:50.00              |

## Calendário
| Data                   | Horário | Fase  |
| ---------------------- | ------- | ----- |
| 28 de setembro de 2019 | 21:10   | Final |

Todos os horários estão no horário local (UTC+3)

## Resultado final
A final ocorreu dia 28 de setembro às 21:00. 
| Pos.              | Atleta              | Nacionalidade  | Tempo    | Notas                                      |
| ----------------- | ------------------- | -------------- | -------- | ------------------------------------------ |
| Medalha de ouro   | Sifan Hassan        | Países Baixos  | 30:17.62 | Melhor marca do ano · Recorde da temporada |
| Medalha de prata  | Letesenbet Gidey    | Etiópia        | 30:21.23 | Recorde pessoal                            |
| Medalha de bronze | Agnes Jebet Tirop   | Quênia         | 30:25.20 | Recorde pessoal                            |
| 4                 | Rosemary Wanjiru    | Quênia         | 30:35.75 | Recorde pessoal                            |
| 5                 | Hellen Obiri        | Quênia         | 30:35.82 | Recorde pessoal                            |
| 6                 | Senbere Teferi      | Etiópia        | 30:44.23 | Recorde da temporada                       |
| 7                 | Susan Krumins       | Países Baixos  | 31:05.40 | Recorde pessoal                            |
| 8                 | Marielle Hall       | Estados Unidos | 31:05.71 | Recorde pessoal                            |
| 9                 | Molly Huddle        | Estados Unidos | 31:07.24 |                                            |
| 10                | Emily Sisson        | Estados Unidos | 31:12.56 |                                            |
| 11                | Hitomi Niiya        | Japão          | 31:12.99 | Recorde da temporada                       |
| 12                | Camille Buscomb     | Nova Zelândia  | 31:13.21 | Recorde pessoal                            |
| 13                | Ellie Pashley       | Austrália      | 31:18.89 | Recorde pessoal                            |
| 14                | Sinead Diver        | Austrália      | 31:25.49 | MWR,                                       |
| 15                | Stephanie Twell     | Grã-Bretanha   | 31:44.79 |                                            |
| 16                | Stella Chesang      | Uganda         | 32:15.20 |                                            |
| 17                | Natasha Wodak       | Canadá         | 32:31.19 |                                            |
| 18                | Rachael Zena Chebet | Uganda         | 32:41.93 | Recorde pessoal                            |
| 19                | Minami Yamanouchi   | Japão          | 32:53.46 |                                            |
| 20                | Juliet Chekwel      | Uganda         | 33:28.18 |                                            |
| 21                | Netsanet Gudeta     | Etiópia        | DNF      | DNF                                        |
| 21                | Alina Reh           | Alemanha       | DNF      | DNF                                        |

Legenda
| Recorde mundial       | Recorde mundial (World record)               |                       | Recorde africano                      | Recorde africano (African) |                                           | Q | Classificado por posição (Qualified) |
| Recorde do campeonato | Recorde do campeonato (Championship record)  | Recorde da América    | Recorde da América (Americas)         | q                          | Classificado por melhor tempo (Qualified) |   |                                      |
| Melhor marca do ano   | Melhor marca do ano (World leading)          | Recorde asiático      | Recorde asiático (Asian)              | DNS                        | Não largou (Did not start)                |   |                                      |
| Recorde nacional      | Recorde nacional (National record)           | Recorde europeu       | Recorde europeu (European)            | DNF                        | Não terminou (Did not finish)             |   |                                      |
| Recorde pessoal       | Recorde pessoal do atleta (Personal best)    | Recorde da Oceania    | Recorde da Oceania (Oceania)          | DSQ / DQ                   | Desclassificado (Disqualified)            |   |                                      |
| Recorde da temporada  | Recorde da temporada do atleta (Season best) | Recorde sul-americano | Recorde sul-americano (South America) | NM                         | Sem marca (No mark)                       |   |                                      |